# スポーツ宝島
『スポーツ宝島』（スポーツたからじま）は、1984年4月16日から同年6月25日までテレビ朝日系列局で放送されていたテレビ朝日製作のスポーツバラエティ番組である。放送時間は毎週月曜 20:00 - 20:54 （日本標準時）。

## 概要
スポーツ関連のさまざまな話題を取り上げていた生放送番組で、話題になった試合の舞台裏を紹介する「興奮の周辺」のコーナーと、下積み中のスポーツ選手や地方を活動拠点とする選手があこがれのスターに対面する「あこがれデート」のコーナーで構成されていた。他に美人スポーツ選手を紹介するコーナーもあった。
この枠では初のスポーツ情報番組だが、視聴率は平均4％台（ビデオリサーチ、関東地方）と低迷し、わずか3か月で終了。終了後は、同じスポーツ情報番組『スポーツNOWスペシャル』を約3か月放送した。

## 司会
いずれも当時テレビ朝日のアナウンサー（1977年の同期入社）で、自身の特徴を表すミドルネームを冠して出演していた。
- 古舘伊知郎 - 「古舘カゲキ伊知郎」として出演。番宣CMでは「チタルフ」と称していた。
- 佐々木正洋 - 「佐々木トツゲキ正洋」として出演。番宣CMでは「キササ」と称していた。
- 渡辺宜嗣 - 「渡辺マジメ宜嗣」として出演。番宣CMでは「ベタナワ」と称していた。